# Magí Mir Martínez
Magí Mir i Martínez (Palma, 24 d'agost de 1970) és un exfutbolista mallorquí, que ocupava la posició de migcampista.
Va debutar en primera divisió amb el RCD Mallorca a la 89/90, jugant 15 minuts d'un encontre. No tornaria a la màxima categoria fins a la temporada 93/94, amb l'Albacete Balompié. També va militar a la UDA Gramenet.